# Emile Erasmus
Emile Erasmus (* 3. April 1992 in Pretoria) ist ein südafrikanischer Leichtathlet, der sich auf den Sprint spezialisiert hat. 2016 wurde er Afrikameister in der 4-mal-100-Meter-Staffel.

## Sportliche Laufbahn
Erste Erfahrungen bei internationalen Meisterschaften sammelte Emile Erasmus bei den Juniorenafrikameisterschaften 2011 in Gaborone, bei denen er in 10,70 s die Bronzemedaille über 100 Meter gewann. Bei den Afrikameisterschaften in Durban gewann er mit der südafrikanischen 4-mal-100-Meter-Staffel in 38,84 s gemeinsam mit Wayde van Niekerk, Tlotliso Leotlela und Akani Simbine die Goldmedaille vor der Elfenbeinküste und Sambia. Im April 2018 nahm er erstmals an den Commonwealth Games im australischen Gold Coast teil und gewann dort mit der südafrikanischen Mannschaft mit neuem Landesrekord von 38,24 s gemeinsam mit Henricho Bruintjies, Anaso Jobodwana und Akani Simbine die Silbermedaille hinter dem Vereinigten Königreich. Im September kam er beim IAAF Continental Cup in Ostrava mit der Staffel nicht ins Ziel. Bei den IAAF World Relays 2019 in Yokohama schied er in der 4-mal-100-Meter-Staffel mit 38,66 s im Vorlauf aus und 2022 belegte er bei den Weltmeisterschaften in Eugene mit 38,10 s im Finale den sechsten Platz.
Erasmus ist Student an der Universität Pretoria.

## Persönliche Bestzeiten
- 100 Meter: 10,01 s (+0,2 m/s), 1. Juli 2018 in La Chaux-de-Fonds
  - 60 Meter (Halle): 6,69 s, 28. Januar 2017 in Stockholm
- 200 Meter: 20,48 s (−0,7 m/s), 1. Juli 2018 in La Chaux-de-Fonds